# 142822 Czarapata
142822 Czarapata este un asteroid din centura principală de asteroizi.

## Descriere
142822 Czarapata este un asteroid din centura principală de asteroizi. A fost descoperit pe 30 octombrie 2002 la Apache Point Observatory în cadrul programului Sloan Digital Sky Survey. Asteroidul prezintă o orbită caracterizată de o semiaxă mare de 2,38 ua, o excentricitate de 0,13 și o înclinație de 2,6° în raport cu ecliptica.